# Sociedade pós-trabalho
Em futurologia, ciência política e ficção científica, uma sociedade pós-trabalho é uma sociedade na qual a natureza do trabalho foi radicalmente transformada. Alguns teóricos do pós-trabalho imaginam a automação completa de todos os trabalhos, ou a automação completa de todo trabalho chato e desagradável.
Outras teorias da sociedade pós-trabalho se concentram mais em desafiar a prioridade da ética do trabalho e na celebração de atividades não relacionadas ao trabalho. As propostas práticas de curto prazo estreitamente associadas à teoria pós-trabalho incluem a renda básica universal e a redução do dia útil e da semana útil. Os detalhes de como seria a sociedade pós-trabalho foram impulsionados por relatórios como o que conclui que 47% dos empregos nos Estados Unidos têm o potencial de serem automatizados.  Por causa do aumento da automação e do baixo preço da manutenção de uma força de trabalho automatizada, também foi sugerido que as sociedades pós-trabalho também seriam de pós-escassez . 